# Exército Livre do Iraque
Exército Livre do Iraque (em árabe: الجيش العراقي الحر, Al-Jayš Al-‘Irāqī  Al-Ḥurr) é um grupo rebelde sunita formado nas províncias de maioria sunita do oeste do Iraque a partir de apoiantes iraquianos dos rebeldes do Exército Livre da Síria que combatem na Guerra Civil Síria.  O grupo tem como objetivo de derrubar o governo do Iraque dominado pelos xiitas,  crendo que ganharão apoio nisso da Síria no caso de os rebeldes serem bem sucedidos em derrubar Bashar al-Assad.  Um porta-voz de contraterrorismo iraquiano negou isso, dizendo que a denominação está sendo apenas  usada pela Alcaida no Iraque para "atrair o apoio dos sunitas iraquianos, fazendo uso da contenda em curso na Síria." 
Além da província de Ambar, o Exército Livre do Iraque supostamente tem uma presença em Faluja, ao longo da fronteira com a Síria, perto da cidade de Alcaim, e em Moçul, no norte do Iraque. Um comandante de recrutamento para o grupo afirmou a um repórter do jornal Daily Star no Líbano que o grupo se opõe a Alcaida no Iraque e seus oponentes da milícia Sahwa. O mesmo comandante afirmou que o grupo recebe apoio financeiro de extensões tribais transfronteiriças e simpatizantes sunitas nos Estados do Golfo do Catar, Arábia Saudita e Emirados Árabes Unidos. 
Em 4 de fevereiro de 2013, Wathiq al-Batat do grupo militante xiita Hezbollah no Iraque, anunciou a formação do Exército Mukhtar para lutar contra a Alcaida e o Exército Livre do Iraque.